# マロエラップ環礁
座標: 北緯08度45分00秒 東経171度04分00秒 / 北緯8.75000度 東経171.06667度

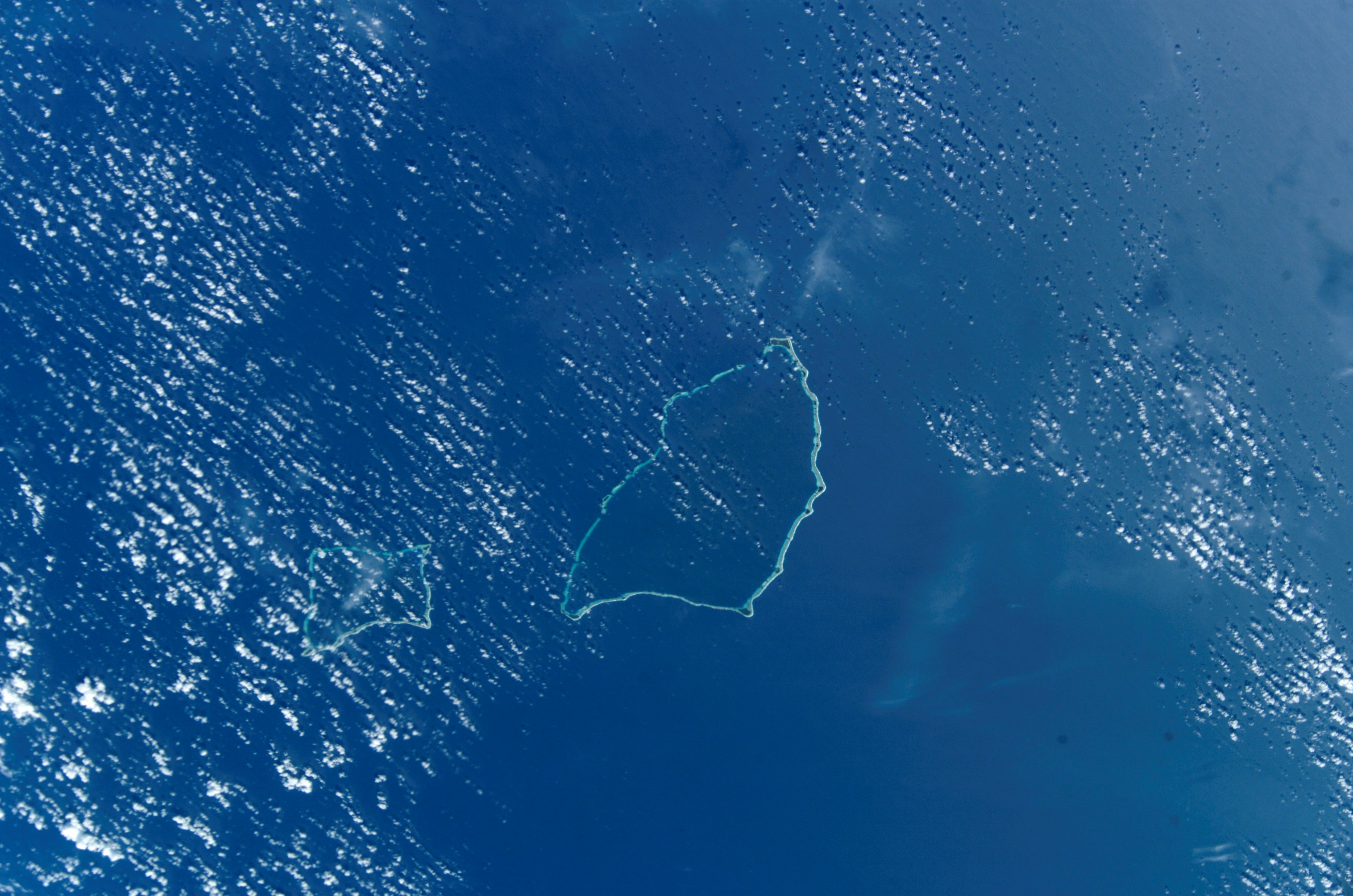
大きいほうがマロエラップ環礁

マロエラップ環礁（マロエラップかんしょう）は、マーシャル諸島にある環礁。首都・マジュロの北、約200kmに位置する。タロア島を筆頭に75の島があり陸地の面積は9.8 km2、ラグーンは973 km2である。人口は1999年現在856人である。
タロア島には太平洋戦争中に日本軍の飛行場が設置されていた。